# Редди, Брахмананда
В этом телужском имени: Касу — фамилия, Брахмананда — личное имя, Редди — идентификатор касты.
Касу Брахмананда Редди (телугу కాసు బ్రహ్మానందరెడ్డి; англ. Kasu Brahmananda Reddy; 28 июля 1909, Нарасараопет (округ Гунтур) — 20 мая 1994, Хайдарабад) — индийский юрист, политический и государственный деятель, в середине 1970-х годов — один из руководителей Индийского национального конгресса. Принадлежал к окружению Индиры Ганди, занимал министерские посты. Возглавлял правительство штата Андхра-Прадеш, впоследствии — администрацию штата Махараштра.

## Биография
Получил юридическое образование в Мадрасе. Имел известность как квалифицированный адвокат. Участвовал в антиколониальном движении, возглавляемом Махатмой Ганди.
С 1946 года Брахмананда Редди являлся активистом Индийского национального конгресса (ИНК). Входил в круг Нилама Санджива Редди, будущего президента Индии. После достижения независимости занял видные позиции в политическом аппарате ИНК. Был депутатом законодательного собрания Пенджаба, руководил региональной организацией ИНК. С 1956 года входил в региональное правительство Андхра-Прадеш, в 1964—1971 — главный министр штата. На этом пост Редди ратовал за политику интенсификации производства при сохранении прежней социальной структуры и форм землевладения.
Период управления Брахмананды Редди был отмечен промышленным подъёмом и инфраструктурным развитием штата. Особое внимание он уделял электронному и коммуникационному кластерам, предприятиям оборонного комплекса. Под его руководством было подавлено ультралевое повстанческое движение в северных районах штата.

### Партийная карьера
Во внутрипартийных конфликтах Брахмананда Редди своевременно занял сторону Индиры Ганди, что позволило ему с 1974 года войти в центральное руководство ИНК и стать членом правительства Индии. Занимал посты министра финансов и министра внутренних дел. Выступал за авторитарное правление Ганди. Брахмананда Редди был видной фигурой в политике репрессий периода чрезвычайного положения 1975—1977 годов.
На Редди в значительной степени возлагалась политическая ответственность за «злоупотребления и эксцессы, которые привели ИНК к поражению на выборах» 1977 года. При правительстве Морарджи Десаи предпринимались попытки привлечь Редди к уголовной ответственности, однако осудить его не удалось.
Партийного влияния Брахмананды Редди оказалось достаточно для избрания его в июне 1977 председателем ИНК — при том, что в тот момент он противопоставил себя Индире Ганди, потерпевшей поражение на выборах. Впоследствии, когда Ганди восстановила позиции и в 1980 году вернулась к власти, Редди вновь объявил себя её сторонником. Ему удалось сформировать собственный клан, ставший политическим ресурсом.
В 1988—1990 годах Редди был губернатором штата Махараштра.

## Память и наследие
Касу Брахмананда Редди рассматривается в Индии как политик авторитарный, склонный к карьеризму, но компетентный в управлении, много сделавший для экономического развития страны. Особой популярностью — прижизненной и посмертной — он обладает в Андхра-Прадеш. Ему приписывают создание промышленной инфраструктуры в Хайдарабаде и его окрестностях, а также сохранение единого штата Андхра-Прадеш, даже несмотря на непостоянные требования отделения Теланганы.
Именем Касу Брахмананды Редди назван национальный парк в Хайдарабаде. Его племянник Касу Венката Кришна Редди занимает министерский пост в правительстве штата.